# مدیریت پیکربندی نرم‌افزار
مدیریت پیکربندی نرم‌افزار (انگلیسی: Software configuration management) در مهندسی نرم‌افزار، بخشی از وظیفه مدیریت پیکربندی، رهگیری و کنترل تغییرات در حوزه نرم‌افزار را برعهده دارد. شیوه‌های مدیریت پیکربندی نرم‌افزار شامل کنترل نسخه و ایجاد مبنای پایه می‌باشد. تشخیص، سازمان‌دهی و کنترل اصلاحات نرم‌افزاری که توسط تیم برنامه‌ساز با هدف بهینه‌سازی عملکرد تولید و کاهش اشتباهات انجام می‌پذیرد نیز، پیکربندی نرم‌افزار نامیده می‌شود. به‌طور کلی مدیریت پیکربندی، تغییراتی که اغلب توسط مدیر سیستم انجام می‌شود را، پشتیبانی و مدیریت می‌نماید.